# Абанский район
А́банский район — административно-территориальная единица (район) и муниципальное образование (муниципальный район) в восточной части Красноярского края России.
Административный центр — посёлок А́бан, в 39 км к востоку от Красноярска.

## География
Район находится в восточной части Красноярского края.

Площадь района — 9512 км². Территория делится на южную лесостепную и северную таёжную зоны. С запада на восток район протянулся на 124 км, с севера на юг — на 120 км.

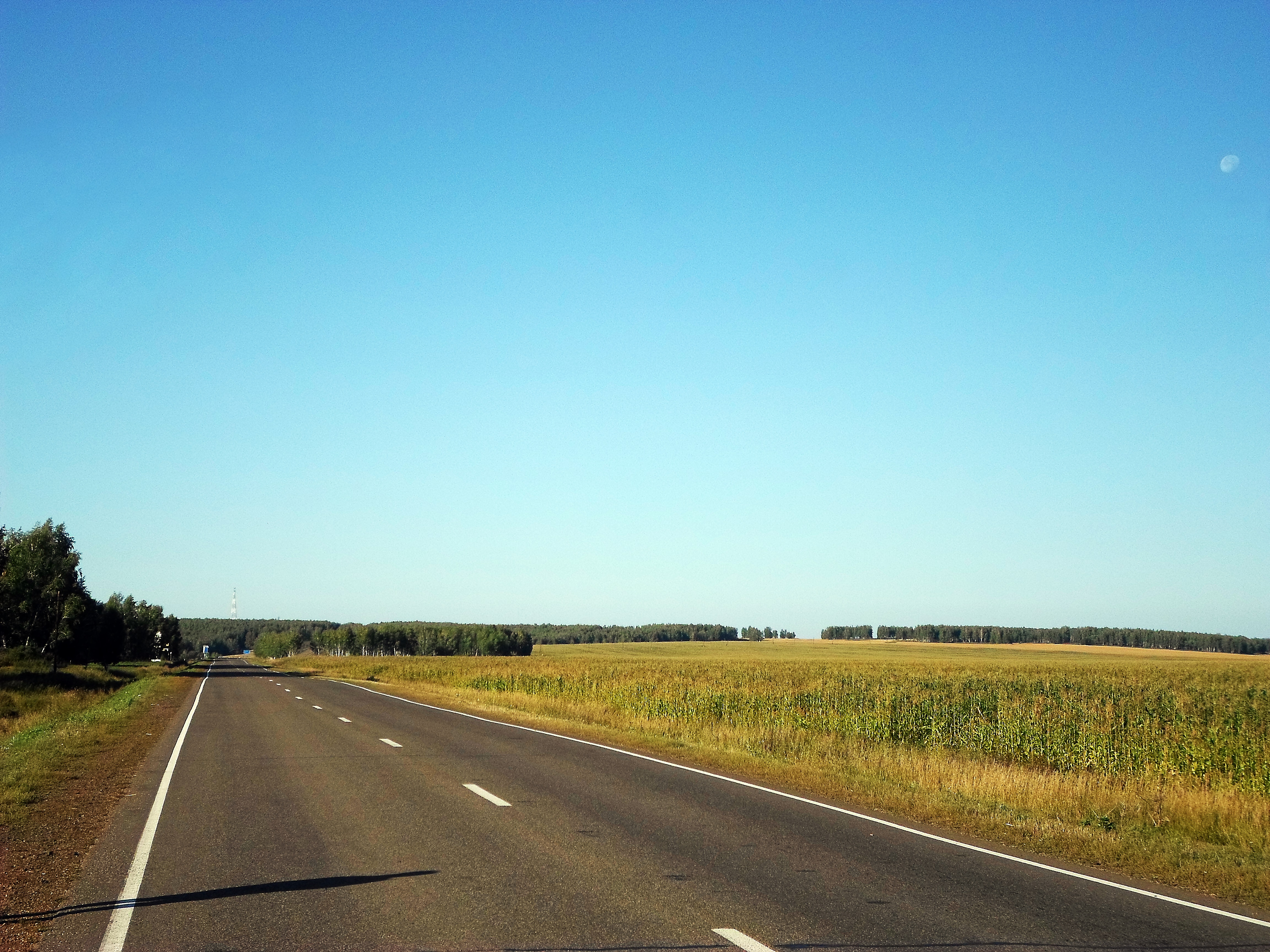
Автодорога Канск — Абан

Сопредельные территории:
- север: Богучанский район
- восток: Иркутская область
- юго-восток: Нижнеингашский район
- юг: Иланский район
- юго-запад: Канский район
- запад: Дзержинский район
- северо-запад: Тасеевский район

## История
Абанский район образован 4 апреля 1924 года. 9 декабря 1925 года включён в состав Канского округа Сибирского края. После 30 июля 1930 года передан в прямое подчинение Восточно-Сибирского края. С 7 декабря 1934 года входит в состав Красноярского края. В 1944—1963 годах от него отделялся Долгомостовский район.

## Население
| 1959    | 1970    | 1979    | 1989    | 2002    | 2006    | 2008    | 2009    |
| ------- | ------- | ------- | ------- | ------- | ------- | ------- | ------- |
| 35 479  | ↗46 512 | ↘35 526 | ↘32 501 | ↘26 783 | ↘25 600 | ↘24 793 | →24 793 |
| 2010    | 2011    | 2012    | 2013    | 2014    | 2015    | 2016    | 2017    |
| ↘22 577 | ↘22 483 | ↘21 951 | ↘21 622 | ↘21 195 | ↘20 648 | ↘20 371 | ↘20 226 |
| 2018    | 2019    | 2020    | 2021    |         |         |         |         |
| ↘19 951 | ↘19 665 | ↘19 401 | ↘19 074 |         |         |         |         |

Характеристика населения
На 2011 год в сёлах проживало 12,9 тысяч человек, в посёлке Абан — 9 тысяч человек. Число домохозяйств на территории района — 9843. Численность населения в трудоспособном возрасте составляет 59,7 % от общей численности.

## Территориальное устройство
В рамках административно-территориального устройства район включает 16 административно-территориальных единиц — 16 сельсоветов.
В рамках муниципального устройства, в муниципальный район входят 16 муниципальных образований со статусом сельских поселений.
| №  | Сельские поселения         | Административный центр | Количество населённых пунктов | Население | Площадь, км2 |
| -- | -------------------------- | ---------------------- | ----------------------------- | --------- | ------------ |
| 1  | Абанский сельсовет         | посёлок Абан           | 1                             | ↘8618     | 21,43        |
| 2  | Апано-Ключинский сельсовет | село Апано-Ключи       | 6                             | ↘290      | 537,16       |
| 3  | Березовский сельсовет      | село Березовка         | 3                             | ↘726      | 239,86       |
| 4  | Вознесенский сельсовет     | село Вознесенка        | 1                             | ↗262      | 712,15       |
| 5  | Долгомостовский сельсовет  | село Долгий Мост       | 2                             | ↘2012     | 1408,22      |
| 6  | Заозерновский сельсовет    | село Заозёрка          | 3                             | ↘222      | 147,88       |
| 7  | Никольский сельсовет       | село Никольск          | 6                             | ↘414      | 266,30       |
| 8  | Новоуспенский сельсовет    | село Новоуспенка       | 4                             | ↘735      | 481,94       |
| 9  | Петропавловский сельсовет  | село Петропавловка     | 6                             | ↘541      | 233,74       |
| 10 | Покатеевский сельсовет     | село Покатеево         | 4                             | ↘565      | 556,70       |
| 11 | Покровский сельсовет       | село Покровка          | 4                             | ↘222      | 315,65       |
| 12 | Почетский сельсовет        | посёлок Почет          | 7                             | ↘1427     | 2464,98      |
| 13 | Самойловский сельсовет     | село Самойловка        | 3                             | ↘533      | 161,16       |
| 14 | Туровский сельсовет        | село Турово            | 4                             | ↘628      | 444,42       |
| 15 | Устьянский сельсовет       | село Устьянск          | 6                             | ↘1474     | 462,42       |
| 16 | Хандальский сельсовет      | село Хандальск         | 3                             | ↘405      | 1057,13      |

### Населённые пункты
В Абанском районе насчитывается 60 населённых пункта.
| №  | Населённый пункт  | Тип     | Население | Муниципальное образование  |
| -- | ----------------- | ------- | --------- | -------------------------- |
| 1  | Абан              | посёлок | ↘8618     | Абанский сельсовет         |
| 2  | Алексеевка        | деревня | ↘166      | Никольский сельсовет       |
| 3  | Апано-Ключи       | село    | ↘370      | Апано-Ключинский сельсовет |
| 4  | Белая Таежка      | деревня | ↘6        | Апано-Ключинский сельсовет |
| 5  | Белоглинная       | деревня | →3        | Петропавловский сельсовет  |
| 6  | Березовка         | село    | ↘609      | Березовский сельсовет      |
| 7  | Бирюса            | деревня | ↘176      | Почетский сельсовет        |
| 8  | Борзово           | посёлок | ↘220      | Хандальский сельсовет      |
| 9  | Борки             | деревня | ↘83       | Петропавловский сельсовет  |
| 10 | Быстровка         | деревня | ↘55       | Покровский сельсовет       |
| 11 | Вознесенка        | село    | ↗262      | Вознесенский сельсовет     |
| 12 | Воробьевка        | деревня | ↘16       | Никольский сельсовет       |
| 13 | Восток            | посёлок | ↘88       | Покровский сельсовет       |
| 14 | Высокогородецк    | деревня | ↘169      | Петропавловский сельсовет  |
| 15 | Гагарина          | посёлок | ↘142      | Петропавловский сельсовет  |
| 16 | Городок           | посёлок | →0        | Апано-Ключинский сельсовет |
| 17 | Денисовка         | деревня | ↘343      | Устьянский сельсовет       |
| 18 | Долгий Мост       | село    | ↘2254     | Долгомостовский сельсовет  |
| 19 | Долженовка        | деревня | ↘73       | Заозерновский сельсовет    |
| 20 | Ермаковка         | деревня | ↘3        | Новоуспенский сельсовет    |
| 21 | Залипье           | село    | ↘467      | Туровский сельсовет        |
| 22 | Заозерка          | село    | ↘157      | Заозерновский сельсовет    |
| 23 | Зимник            | деревня | ↘239      | Новоуспенский сельсовет    |
| 24 | Каменка           | деревня | ↘79       | Апано-Ключинский сельсовет |
| 25 | Канарай           | деревня | ↘134      | Петропавловский сельсовет  |
| 26 | Красный Яр        | деревня | ↗141      | Устьянский сельсовет       |
| 27 | Кунгул            | деревня | ↘78       | Самойловский сельсовет     |
| 28 | Лазарево          | деревня | ↘146      | Долгомостовский сельсовет  |
| 29 | Малкас            | деревня | ↘98       | Покровский сельсовет       |
| 30 | Матвеевка         | деревня | ↘50       | Никольский сельсовет       |
| 31 | Мачино            | деревня | ↘180      | Березовский сельсовет      |
| 32 | Никольск          | село    | ↘322      | Никольский сельсовет       |
| 33 | Новогеоргиевка    | деревня | ↗28       | Новоуспенский сельсовет    |
| 34 | Новокиевлянка     | деревня | ↘52       | Устьянский сельсовет       |
| 35 | Новоуспенка       | село    | ↘620      | Новоуспенский сельсовет    |
| 36 | Ношино            | деревня | ↘270      | Березовский сельсовет      |
| 37 | Огурцы            | деревня | ↘87       | Устьянский сельсовет       |
| 38 | Озёрный           | посёлок | ↘49       | Почетский сельсовет        |
| 39 | Петропавловка     | село    | ↘207      | Петропавловский сельсовет  |
| 40 | Пея               | посёлок | ↘76       | Хандальский сельсовет      |
| 41 | Плахино           | село    | ↘205      | Почетский сельсовет        |
| 42 | Покатеево         | село    | ↘533      | Покатеевский сельсовет     |
| 43 | Покровка          | село    | ↘92       | Покровский сельсовет       |
| 44 | Почет             | посёлок | ↘947      | Почетский сельсовет        |
| 45 | Пушкино           | деревня | ↘87       | Туровский сельсовет        |
| 46 | Самойловка        | село    | ↘599      | Самойловский сельсовет     |
| 47 | Сенное            | деревня | ↘60       | Туровский сельсовет        |
| 48 | Средние Мангареки | деревня | ↘23       | Никольский сельсовет       |
| 49 | Стерлитамак       | деревня | ↘127      | Заозерновский сельсовет    |
| 50 | Суздалево         | деревня | ↘30       | Самойловский сельсовет     |
| 51 | Троицк            | деревня | ↘24       | Никольский сельсовет       |
| 52 | Тулень            | деревня | ↘13       | Почетский сельсовет        |
| 53 | Турово            | село    | ↘276      | Туровский сельсовет        |
| 54 | Успенка           | деревня | ↘218      | Устьянский сельсовет       |
| 55 | Усть-Панакачет    | посёлок | ↘0        | Покатеевский сельсовет     |
| 56 | Устьянск          | село    | ↘908      | Устьянский сельсовет       |
| 57 | Хандальск         | село    | ↘222      | Хандальский сельсовет      |
| 58 | Хиндичет          | посёлок | ↘177      | Покатеевский сельсовет     |
| 59 | Чигашет           | посёлок | ↘118      | Почетский сельсовет        |
| 60 | Шивера            | деревня | ↗145      | Почетский сельсовет        |

Упразднённые населённые пункты:
- 1970-е годы — деревня Ряпино.
- В 2001 год — посёлки Лысогорск Вознесенского сельсовета, Перспективный и Солнечный Долгомостовского сельсовета, Федино Почетского сельсовета, деревни Молокановка и Соловьёвка Самойловского сельсовета, Михайловка и Николаевка Туровского сельсовета[24][25].
- в 2021 год — Шигашет Почетского сельсовета[26].
- в 2025 год — деревня Лапино, посёлки Сосновый и Тёплый Ключ.

## Экономика
Наибольший удельный вес в обороте организаций занимает сельское и лесное хозяйство — 55,6 %, оптовая и розничная торговля, ремонт автотранспортных средств — 18 %.
Абанский район является одним из наиболее крупных в крае производителей сельскохозяйственной продукции. Это земледельческий регион, специализирующийся на первичном производстве зерновых культур с их дальнейшей переработкой. Животноводство района специализируется на выращивании крупного рогатого скота и свиней.
Абанский район имеет большие запасы леса. Лесосырьевые ресурсы составляют 66,1 млн м³, из них 43,7 млн м³ — хвойные породы.
Добыча угля Абанского буроугольного месторождения.
Промышленность района представлена лесопромышленным комплексом, пищевой и лёгкой отраслями, угледобычей. В общем объёме доля лесной отрасли составляет 56,1 %, угольной — 16,7 %, лёгкой — 6,3 %, пищевой — 20,5 %.

## Образование
На территории Абанского района действуют 30 образовательных учреждений, а также Центр психолого — педагогического сопровождения детей. Сеть образовательных учреждений составляют 13 средних общеобразовательных школ; 2 основных общеобразовательных школы, 1 филиал, 12 дошкольных образовательных учреждений, 1 учреждение начального профессионального образования, 2 учреждения дополнительного образования.
В Абане имеется 3 общеобразовательные школы (СОШ № 1, СОШ № 3, СОШ № 4), а также СПТУ, специализирующееся на подготовке комбайнёров, трактористов и автомобилистов.

## Здравоохранение
В районе имеется центральная районная больница, участковая больница, общий врачебный пункт, 34 фельдшерско-акушерских пункта.
Также в районе располагается лечебное озеро Боровое.

## Культура
В районе имеется 41 учреждение культурно-досугового типа, 38 библиотек, 14 сельских киноустановок, около 200 культурно-досуговых формирований (в которых занимается около 2 тысяч участников), районный историко-краеведческий музей, кинокультурный центр «Авангард», детская музыкальная школа.

## Транспорт и связь
Количество автобусных маршрутов — 15, в том числе пригородных — 6. Протяжённость автобусных маршрутов в районе 1311 км, в том числе пригородных 173 км, междугородних 827 км. В районе работает один перевозчик на автомобильном пассажирском транспорте — ОАО «Автотранспортное предприятие».
Из 64 населённых пунктов телефонизировано 43.
Число телефонных аппаратов сети общего пользования 1920 единиц. Обеспеченность населения квартирными телефонами составляет 77 шт. на 1000 человек.
Количество отделений почтовой связи — 14.
С 2006 года в Абане стала доступна сотовая связь, обеспечиваемая операторами «Билайн», «Теле2», «МегаФон», «МТС».
С 2008 года в посёлке Абан (а с 2009 года также и в сёлах Березовка и Устьянск) стал доступен Интернет.
С 2020 года в посёлке Абан доступен оптоволоконный интернет от ПАО «Ростелеком».